# Рассельська група
Расельська група (англ. Russell Group) — елітна група взаємодії двадцяти чотирьох престижних університетів Великої Британії. Загалом на цю групу припадає 2/3 всіх дослідницьких ґрантів та фінансування дослідницьких контрактів у Великій Британії, 56 % усіх здобутих у Великій Британії докторських ступенів, та понад 30 % британських студентів з країн, що не входять у ЄС.
Її названо так на згадку про неформальні зустрічі в готелі «Рассел» на площі Рассел-сквер у Лондоні незадовго до формальної зустрічі ректорів та віце-канцлерів британських університетів на Тевісток-сквер. Формально група заснована у 1994 році для того, щоб представляти інтереси університетів-членів перед урядом, парламентом та іншими впливовими органами. Часто розглядається як британський еквівалент Ліги плюща у США. У Расельську групу входять найбільші та найкращі університети Великої Британії; 18 з теперішніх 20 членів групи входять у топ-20 щодо обсягів фінансування досліджень.
Створення Расельської групи викликало відповідну реакцію під виглядом створення цілої низки альтернативних організацій. З одного боку, 19 менших університетів утворили Групу 1994. Два університету з цієї групи пізніше перейшли у Расельську групу. З іншого боку, у відповідь на те, що Расельська група виступила на підтримку оплати за освіту, студентські спілки університетів — членів групи утворили «Групу Елдвіч» як паралельну організацію, що обстоює інтереси їхніх студентів.

## Члени
Нині членами Расельської групи є такі університети:
- Бірмінгемський університет
- Бристольський університет
- Кембриджський університет
- Кардіффський університет
- Единбурзький університет
- Університет Глазго
- Імперський коледж Лондона
- Кінгс-коледж при Лондонському університеті
- Університетський коледж Лондона при Лондонському університеті
- Університет Лідса
- Ліверпульський університет
- Лондонська школа економіки та політичних наук при Лондонському університеті
- Манчестерський університет
- Ньюкаслський університет
- Ноттінгемський університет
- Королівський університет Белфаста
- Оксфордський університет
- Університет Шеффілда
- Саутгемптонський університет
- Університет Ворика
- Даремський університет
- Ексетерський університет
- Лондонський університет королеви Марії при Лондонському університеті

## Група Елдвіч
1994 року у відповідь на те, що  Расельська група підтримала плату за навчання (та інші питання), студентські спілки її університетів-членів утворили групу Елдвіч як паралельну організацію, щоб представляти  те, що на їхню думку було спільними інтересами студентів. Її створив Мартін Льюїс (який був генеральним секретарем Студентської спілки ЛШЕ в 1994-1995 роках) як захисника традицій у відповідь на створення Расельської групи. Здається, що тепер вже вона віджила своє, її вебсайт не оновлюється і не показує зміни членів Расельської групи 2012 року, а також не містить жодних новин і прес-релізів.
Групу Елдвіч назвали так, тому що її створено на засіданні Лондонська школа економіки та політичних наук, яка розташована в Елдвічі.
Крім спілок університетів Расельської групи, за групою Елдвіча наглядали також два інші органи:
- Національна студентська спілка[en]
- Національна рада аспірантів[en], завдяки великій кількості аспірантів у Расельській групі та їхній зосередженості на великій кількості досліджень.